# Пролетарский (хутор, Кавказский район)
Пролета́рский — хутор в Кавказском районе Краснодарского края.
Входит в состав сельского поселения им. М. Горького.

## Население
| 2002 | 2010 |
| ---- | ---- |
| 78   | ↘75  |

## Улицы
На хуторе имеется одна улица: Прямая.. 